# اسکات دی. تینگل
اسکات دیوید تینگل (به انگلیسی: Scott David Tingle) فضانورد اهل کشور ایالات متحده آمریکا است که در ۱۹ ژوئیهٔ ۱۹۶۵ میلادی در اتلبارو، ماساچوست زاده شد.